# Capilla de Nuestra Señora de Chiquinquirá (La Ceja)
La Capilla de Nuestra Señora de Chiquinquirá es un templo de culto católico, dedicado a la Virgen María bajo la advocación de Nuestra Señora de Chiquinquirá. Está ubicado en el centro del costado oriental de la plaza principal del municipio colombiano de La Ceja (Antioquia) y pertenece a la jurisdicción eclesiástica de la Diócesis de Sonsón-Rionegro. 
El edificio es de estilo colonial, de planta rectangular de una sola nave, se destaca la talla de madera del retablo y el púlpito, muestra del laborioso trabajo artesanal; igualmente, también se destaca la colección de obras pictóricas de los siglos XVI, XVII y XVIII, entre las cuales resaltan las del maestro Gregorio Arce y Ceballos pintor de la colonia. Por consiguiente, en 1968, monseñor Alfonso Uribe Jaramillo obispo de Sonsón-Rionegro, declara al templo como Museo de Arte Religioso y el 2 de noviembre de 1995 el estado colombiano la declara Monumento Nacional, incluyendo todos sus objetos.
Además, en la capilla reposan los restos de algunos personajes destacados de La Ceja, como el poeta Gregorio Gutiérrez González y su esposa Julia de Isaza, el expresidente Juan de Dios Aranzazu y el dirigente político y empresarial José María Bernal.

## Historia
La Capilla construida, hacia 1820, sobre el terreno donado por María Josefa Marulanda y financiada por Bárbara Villegas, cuya familia era devota de la Virgen de Chiquinquirá. Esta capilla reemplazó la que se había edificado en El Hato, durante el siglo XVIII, dedicada a La Chinca la cual fue demolida en 1792. Para dotarla se trajeron los enseres que pertenecieron a las capillas de El Burro, El Hato, Chaparral y San Nicolás de Rionegro.
El obispo de Antioquia, Fray Mariano Garnica y Orjuela, durante su primera visita pastoral a La Ceja en 1829, ordenó que todo se trasladara al templo parroquial construido por el presbítero Mateo Cardona, que se encontraba casi terminado, y la capilla quedó desmantelada y en total abandono.
En 1853, por la ampliación de la iglesia de Nuestra Señora del Carmen, el culto regresó a la capilla por cinco años. De 1858 en adelante se utilizó como salón para la enseñanza del catecismo y, especialmente, para el festejo de la época navideña. Al volver como párroco, en 1866, José Joaquín Isaza Ruíz (más tarde obispo de Medellín), la encontró en tal mal estado que comenzó su recuperación y levantó la fachada que hoy se ve. Moseñor Isaza la bendijo el 17 de diciembre de 1867.
Para mediados de 1871 la iglesia del Carmen sufrió nuevas intervenciones; por lo cual, la capilla volvió a servir hasta 1872 para las celebraciones religiosas y de esa fecha en adelante sólo para el catecismo dominical, hasta volver a caer en el olvido y quedar transformada en depósito.
En 1945, con la llegada del presbítero Blas Jaramillo como párroco de La Ceja marcó el renacimiento de la capilla. Pues al verla en lamentable estado comenzó a recuperarla, le cambió techos y pisos, restauró e instaló el retablo, recuperó el púlpito y adornó su fachada con las estatuas de San Pedro y San Pablo talladas en madera, que estaban antes en la antigua fachada de la Iglesia del Carmen. En 1946, el padre Jaramillo renunció y le sucedió el presbítero Jesús Antonio Arias, devoto de la Virgen de Valvanera, quien entronizó su imagen y quiso llamar a la capilla Santuario de Valvanera, dicho cambio no prosperó, pues tal iniciativa generó la protesta de la comunidad.
Juan Pablo Bernal, hombre de gran espíritu cívico, propuso en el número 15 de la revista “El Cocuyo”, de octubre de 1956, que en la pequeña capilla se reunieran las obras pictóricas y artísticas que poseía la parroquia. Por aquella misma época se estaba decorando el templo de Nuestra Señora del Carmen; el cura párroco Enrique Hernández acogió la propuesta y empezó a reunir allí los cuadros y objetos procedentes de los desaparecidos templos coloniales. A pesar de su interés, algunos objetos valiosos se perdieron (los ciriales, incensarios, navetas de plata, además de algunos cuadros). 
El obispo de Sonsón-Rionegro, monseñor Alfonso Uribe Jaramillo, expidió en 1968 un decreto por el cual es declarada la capilla de Chiquinquirá museo de carácter histórico y artístico y panteón de los hijos ilustres de La Ceja. En ella reposan los restos del poeta Gregorio Gutiérrez González y su esposa Julia de Isaza, el expresidente Juan de Dios Aranzazu y el dirigente político y empresarial José María Bernal.
El mismo decreto implantó una Junta Administradora encargada de custodiar y del mantenimiento del lugar; entre los miembros de dicha junta, además del párroco se destacan los esposos José Ángel Uribe y Margarita Bernal, y Genoveva Arango, quienes cumplieron la labor encomendada durante casi veinte años. El gran benefactor de la capilla fue el levita Efraín Ángel quién, primero en 1959 como vicario cooperador de La Ceja y posteriormente como miembro de la junta desde 1973, le prestó importantes servicios, salvó muchos de los objetos valiosos y donó otros.
En 1987 el obispo Uribe Jaramillo le proporcionó a la capilla-museo el carácter de Rectoría y como primer rector nombró al presbítero Mario Toro Rodríguez, quien ha hecho una gran labor, tanto en lo espiritual como en la valoración artística e histórica del templo. El decreto N.º 1.908 del 2 de noviembre de 1995 declara a la Capilla de Nuestra Señora de Chiquinquirá Monumento Nacional, incluyendo todos sus objetos. Este carácter de Monumento Nacional implica que todas las restauraciones, remodelaciones, refacciones y las obras de protección, defensa y conservación que deban efectuarse tanto en la capilla como en su colección de bienes muebles, deberán contar con el permiso previo del Consejo de Monumentos Nacionales.

## Características
La edificación ubicada en el marco de la plaza se trata de una construcción sencilla de tecnología colonial tradicional, de planta rectangular de una sola nave, con cubierta a dos aguas en teja de barro y con estructura en madera, cimentación en piedra con sobrecimientos en ladrillo, y muros en tapia. Su retablo interior central es quiteño con revestimiento de pan de oro y perteneció a la antigua parroquia de San Nicolás de Rionegro.
La fachada construida en ladrillo data de 1866, es un sencillo ejemplo tardío de la transición del barroco al neoclásico. Dicha fachada cuenta dos cuerpos separados por un entablamento (compuesto por cornisa moldurada y friso decorado con hojas de acanto), y tres calles enmarcadas por pilastras adosadas a la pared. En la calle central del primer cuerpo cuenta con el vano con el vano de la puerta en forma de arco de medio punto y sobre esta una pequeña ventana. El segundo cuerpo es una espadaña separado del primero por el entablamento, en su calle central cuenta con dos vanos que albergan las campanas, las calles laterales, a manera de cartones, muestran un perfil de “S” estilizada. Las delimitan pilastras que son la prolongación de las del primer cuerpo. Adicionalmente, las pilastras de los extremos son aprovechadas como base para las estatuas de San Pedro y San Pablo. La espadaña remata en un frontón triangular con una cruz de hierro forjado.
Es grande el contraste entre la sobriedad de la fachada y la riqueza que alberga en el interior. La colección del templo es la remembranza de la época colonial de La Ceja y conforma un conjunto armónico y coherente, quizás uno de los más completo y mejor conservado de Antioquia. La componen valiosas obras de pintura y escultura de las escuelas quiteña, santafereña y antioqueña. También es de resaltar que muchos de los cuadros tienen marcos que son verdaderas obras de arte por la utilización de diversas técnicas; se destaca también un gran trabajo de talla en el retablo y el púlpito, ambos con revestimiento de pan de oro. Además el templo exhibe algunas piezas muy significativas de orfebrería, mobiliario y ornamentos.